# David's Book
David’s Book is een compositie van de Amerikaan David Maslanka. Maslanka componeert voornamelijk voor harmonieorkest, althans de Amerikaanse versie daarvan de Symphonic Band. Dit werk vormt daarop geen uitzondering; het is geschreven voor slagwerken en symphonic band.
Net als bijvoorbeeld Desert Roads is het een concerto, de percussie-instrumenten zijn het belangrijkste instrument tijdens deze compositie. Het is een vijfdelig werk:
1. Today is the great day of suffering
2. We believe in God
3. Your soul and your dreams are instantaneous
4. Unforgettable wouds
5. It’s enough

Maslanka geeft toe dat de titels van de delen zouden kunnen verwijzen naar Bijbelse themas, maar ontkent dat dat strikt genomen het geval is. Het is meer een indicatie van de stemming van het deel, dat vertaald kan worden naar ieder geloof. De muziek is stukken moderner dan het behoudende Desert Road, dat maar één jaar eerder is gecomponeerd. Dit is op zich eigenaardig van de melodieën van de delen 1, 2 en 5 zijn terug te voeren op Johan Sebastian Bachs koralen. Respectievelijk Heut’ist, o Mensch, ein grosser Trauertag; Wir glauben all’ in einen Gott en Es ist genug. In het slotdeel is de melodielijn van Bach het duidelijkst hoorbaar. Ook de titel bevat geen verwijzing naar de Bijbel; het verwijst naar de voornaam van zowel componist als de naam van de solist voor wie het geschreven is David Collier.
De compositie begint met een stevige opening in de solisten- en orkestpartij; in de loop van de compositie wordt de muziek steeds rustiger om op het eind geheel weg te sterven.

## Orkestratie
- Solo percussionist;
- 4 dwarsfluiten of varianten daarvan, 2 hobo's waaronder Engelse hoorn, 3 klarinetten, 2 fagotten waaronder contrafagot,
- sopraansaxofoon, altsaxofoon, tenorsaxofoon en baritonsaxofoon
- 4 hoorns, 3 trompetten, 1 trombone, 1 bastrombone, eufonium, tuba
- harp en piano
- 2x percussie

In de compositie worden speciaal voor deze compositie gefabriceerde klankschalen gebruikt, die te huur zijn bij de universiteit.

## Discografie
- Uitgave Albany Records: Illinois State University Wind Symphony o.l.v. Stephen K. Steele met solist David Collier (docent slagwerk aan die universiteit).